# Фавваз ибн Абдул-Азиз Аль Сауд
Фавваз ибн Абдул-Азиз Аль Сауд (араб. فواز بن عبد العزيز آل سعود‎; 1934 — 19 июля 2008) — саудовский принц, 24-й сын короля Абдул-Азиза. Эмир Эр-Рияда (1961—1963) и эмир Мекки (1971—1980).

## Биография
Родился в 1934 году в Таифе в семье короля Абдул-Азиза и его сирийской или марокканской жены Баззы II.
У него был единокровный старший брат принц Бандар (1923—2019)
Окончил школу принцев в Эр-Рияде.
С 1961 по 1963 был эмиром Эр-Рияда. 18 июня 1969 был назначен заместителем эмира Мекки, а в 1971 стал эмиром Мекки, однако после теракта в Мекке покинул пост эмира Мекки. 
Умер 19 июля 2008 года в Париже, похоронен в Эр-Рияде 20 июля 2008 года.